# Fascículo occipital vertical
O fascículo occipital vertical é um fascículo de material branco que corre verticalmente na parte traseira do cérebro. Ele é encontrado pelo menos em primatas e é "o único grande pacote de fibras que conecta o córtex visual dorsolateral e ventrolateral.

## Descoberta precoce
Originalmente retratado por Carl Wernicke, que o chamou de senkrechte Occipitalbündel (pacote occipital vertical), a região estava praticamente perdida no conhecimento científico durante o século XX. Theodor Meynert descreveu os outros traços de matéria branca do cérebro como sendo orientados horizontalmente e não aceitaram a descoberta de Wernicke. Heinrich Obersteiner chamou a área de "fasciculus occipitalis perpendicularis", e Heinrich Sachs chamou a área de "stratum profundum convexitatis". Ele apareceu numa edição de 1918 de Gray's Anatomy, mas ficou no esquecimento. Em 2004, um estudo de imagem de tensor de difusão observou uma área de fibras de associação de curto alcance no lóbulo occipital lateral, que eles observaram correspondente ao VoF.

## Estrutura e função
O fascículo occipital vertical consiste em longas fibras nervosas que estabelecem conexões entre as sub-regiões da visão na parte traseira do cérebro. A pesquisa indica que está relacionada à visão e à cognição, uma vez que a lesão pode causar deficiência de leitura.